# Pacar Keling (Kejayan)
Pacar Keling (Pacarkeling) is een bestuurslaag in het regentschap Pasuruan van de provincie Oost-Java, Indonesië. Pacar Keling telt 3582 inwoners (volkstelling 2010).